# Аргентина на Светском првенству у атлетици на отвореном 2022.
Аргентина је учествовала на 18. Светском првенству у атлетици на отвореном 2022. одржаном у Јуџину  од 15. до 25. јула осамнаести пут, односно учествовала је на свим првенствима до данас. Репрезентацију Аргентине представљало је 9 такмичара (6 мушкарца и 3 жене) који су се такмичили у 8 дисциплина (6 мушких и 2 женске).,
На овом првенству представници Аргентине нису освојили ниједну медаљу.

## Учесници
| Мушкарци: - Еулалио Муноз — Маратон - Хуан Мануел Кано — 20 км ходање - Карлос Лајој — Скок увис - Херман Кјаравиљо — Скок мотком - Игнасио Карбаљо — Бацање кугле - Хоакин Гомез — Бацање кладива | Жене: - Флоренсиа Борељи — 5.000 м - Белен Касета — 3.000 м препреке - Каролина Лозано — 3.000 м препреке |

## Резултати

### Мушкарци
| Атлетичар        | Дисциплина     | Лични рекорд | Квалификације | Квалификације | Финале                | Финале       | Детаљи |
| Атлетичар        | Дисциплина     | Лични рекорд | Резултат      | Место         | Резултат              | Место        | Детаљи |
| ---------------- | -------------- | ------------ | ------------- | ------------- | --------------------- | ------------ | ------ |
| Еулалио Муноз    | Маратон        | 2:09:59      |               |               | 2:14:29 ЛРС           | 41 / 54 (63) |        |
| Хуан Мануел Кано | 20 км ходање   | 1:22:10 НР   | 1:29:47       | 38 / 43 (45)  |                       |              |        |
| Карлос Лајој     | Скок увис      | 2,25         | 2,21 =ЛРС     | 10 у гр. А    | Нису се квалификовали | 21 / 26 (29) |        |
| Херман Кјаравиљо | Скок мотком    | 5,75 НР      | 5,30          | 16. у гр А    | Нису се квалификовали | 28 / 28 (32) |        |
| Игнасио Карбаљо  | Бацање кугле   | 20,04        | 18,74         | 14. у гр. А   | Нису се квалификовали | 27 / 29 (30) |        |
| Хоакин Гомез     | Бацање кладива | 75,96        | 69,03         | 13. у гр. А   | Нису се квалификовали | 28 / 28 (30) |        |

### Жене
| Атлетичарка      | Дисциплина       | Лични рекорд | Квалификације | Квалификације | Финале                | Финале       | Детаљи |
| Атлетичарка      | Дисциплина       | Лични рекорд | Резултат      | Место         | Резултат              | Место        | Детаљи |
| ---------------- | ---------------- | ------------ | ------------- | ------------- | --------------------- | ------------ | ------ |
| Флоренсиа Борељи | 5.000 метара     | 15:23,83 НР  | 16:06,36      | 12. у гр. 1   | Нису се квалификовале | 32 / 35 (37) |        |
| Белен Касета     | 3.000 м препреке | 9:25,99 НР   | 9:29,05 ЛРС   | 7. у гр. 1    | Нису се квалификовале | 27 / 42      |        |
| Каролина Лозано  | 3.000 м препреке | 9:42,88      | 9:29,05       | 14. у гр. 2   | Нису се квалификовале | 41 / 42      |        |